# Zach Woodlee
Zach Woodlee (sinh ngày 27 tháng 4 năm 1977) là một vũ công và là một biên đạo múa người Mỹ. Anh hiện đang là biên đạo và là người đồng sản xuất bộ phim truyền hình Glee.

## Tiểu sử

### Cuộc sống đời thường
Zachary Vinson Woodlee được sinh ra ngày 21 tháng 4 năm 1977 tại Mesquite, Texas. Anh đã tốt nghiệp trường Poteet High School tại Mesquite và đã học tại trường University of North Texas.

### Sự nghiệp
Năm 2004, anh đã trở thành vũ công nền cho tour lưu diễn Re-Invention World Tour của Madonna. Từ năm 2007, anh đã đảm nhiệm vai trò biên đạo cho vài bộ phim điện ảnh và truyền hình. Nhưng cho đến năm 2009, anh còn là đồng sản xuất cho sê-ri truyền hình Glee.

## Những bộ phim đã thực hiện
Với tư cách là biên đạo múa:
- Hairspray (2007)
- 27 Dresses (2008)
- Bedtime Stories (2008)
- Eli Stone (2008)
- Fired Up! (2009)
- Glee (2009)
- How I Met Your Mother (2010)
- Starstruck (2010)

Góp mặt:
- I'm Going to Tell You a Secret (2005)